# Utulei Youth
Utulei Youth là một câu lạc bộ bóng đá Samoa thuộc Mỹ. Đội bóng thi đấu ở giải đấu cao nhất quốc gia, Giải bóng đá vô địch quốc gia Samoa thuộc Mỹ. Họ vô địch giải hai lần vào mùa giải 2014 (một mùa giải hoàn hảo) và 2015, và vô địch cúp quốc gia một lần vào năm 2014.

## Lịch sử
Utulei Youth được thành lập năm 1996 bởi Rev. Ioane Evagelia, người vừa là chủ tịch, vừa là huấn luyện viên của câu lạc bộ. Ban đầu lúc thành lập, họ tham gia trong các trận đấu 5 người hoặc 7 người, nhưng hiện tại đang tham gia Giải bóng đá vô địch quốc gia Samoa thuộc Mỹ với 11 người. Ngoài thi đấu ở giải quốc gia, đội bóng cũng tham gia Cúp bóng đá Samoa thuộc Mỹ.
Utulei về đích mùa giải 2012 với vị trí thứ 3, có 27 điểm sau 14 trận. Mùa giải 2013, họ xếp thứ 5, khi có 7 điểm sau 7 trận.
Câu lạc bộ giành được danh hiệu lớn đầu tiên vào năm 2014, đó là một mùa giải hoàn hảo, thắng tất cả tám trận và giành chức vô địch Giải bóng đá vô địch quốc gia Samoa thuộc Mỹ 2014. Conrado Kaleopa và Iotamo Lameta những cầu thủ ghi bàn trong trận đấu cuối cùng của mùa giải với chiến thắng 2–1 trước Lion Heart, đội xếp thứ hai chung cuộc. Utulei Youth kết thúc với hiệu số bàn thắng bại +11 và hơn 6 điểm đối với Lion Heart; Lion Heart đã có thể vô địch nếu thắng ở vòng cuối. Utulei Youth cũng vô địch Cúp bóng đá Samoa thuộc Mỹ, lại với chiến thắng 2–1 trước Lion Heart. Ryan Samuelu ghi một bài và bàn còn lại là do Lion Heart đá phản lưới nhà. Đội bóng đá nữ Utulei Youth cũng vô địch giải quốc gia mùa giải 2014, và là á quân giải President's Cup, sau PanSa. Là nhà vô địch mùa giải 2014 nên Utulei giành quyền tham gia Giải bóng đá vô địch quốc gia châu Đại Dương 2016, vào vòng sơ loại 4 đội giành một suất vào vòng bảng.
Năm 2015, Utulei Youth tiếp tục vô địch giải quốc gia, và cũng hơn đội xếp thứ hai Lion Heart với khoảng cách 6 điểm. Với chức vô địch thứ hai liên tiếp, họ là đội bóng thứ hai (sau đội vô địch mùa giải 2012 và 2013 Pago Youth) đại diện Samoa thuộc Mỹ tham dự Giải bóng đá vô địch quốc gia châu Đại Dương hai năm liên tiếp. Đội bóng đá nữ Utulei Youth cũng vô địch giải quốc gia và cũng lại xếp á quân khi thua PanSa ở President's Cup.

## Danh hiệu
- Giải bóng đá vô địch quốc gia Samoa thuộc Mỹ: 2

2014, 2015
- Cúp bóng đá Samoa thuộc Mỹ: 1

2014